# Żabiniec (województwo zachodniopomorskie)
Żabiniec (niem. Wiesenhof) – osada w Polsce położona w województwie zachodniopomorskim, w powiecie białogardzkim, w gminie Białogard. W latach 1975–1998 osada należała do województwa koszalińskiego. W roku 2007 osada liczyła 19 mieszkańców. Osada wchodzi w skład sołectwa Łęczno.

## Geografia
Osada leży ok. 2,5 km na północny wschód od Łęczna, w pobliżu drogi Białogard - Stanomino.

## Gospodarka
W Żabińcu występuje naturalny wypływ zasolonych wód podziemnych.

## Komunikacja
W osadzie znajduje się przystanek komunikacji autobusowej.